# سندبهرام
سندبهرام (بالفارسية: سندبهرام) هي قرية تقع في دشتياري في إيران. يقدر عدد سكانها بـ 658 نسمة بحسب إحصاء 2016.